# Cat Shit One
Cat Shit One es un manga de tres volúmenes escrito e ilustrado por Motofumi Kobayashi. Fue publicado originalmente en Japón bajo el título Cat Shit One en 1998 por Softbank Publishing, pero en su lanzamiento en Estados Unidos fue renombrado como Apocalypse Meow. También se llegó a publicar en Reino Unido (pero impreso en Canadá) en 2004 por ADV Manga. 
También fue publicado en Polonia, Francia, Bélgica y España en el año 2006, siempre con el nombre de Cat Shit One, bajo el sello editorial Glenat.
En 2008 Kobayashi dio a conocer una continuación con el nombre de Cat Shit One - 80. Actualmente se han publicado tres volúmenes en Japón. 
Existe una única adaptación en formato de animación por ordenador. Esta adaptación se ubica en Medio Oriente en vez de Vietnam, y unos carteles indican que la acción sucede en 1991.

## Argumento
El manga sigue a tres soldados estadounidenses (que son animales antropomórficos) en la guerra de Vietnam, cuyos nombres son Botasky, Packy y Rats.  Los tres están en el equipo de reconocimiento llamado Cat Shit One.
Cada misión (o capítulo) muestra las actividades diarias del grupo en Vietnam. Hay secciones de la manga que dan detalles sobre la historia y equipamiento usadas en la guerra, como los tipos de armas utilizados por los diferentes países y las actividades de las fuerzas en la guerra.
Al final del primer volumen hay un capítulo llamado Dog Shit One -separado de la historia principal- que muestra personajes humanos. 
En Cat Shit One '80, la historia continúa siguiendo los tres protagonistas principales involucrados en varios conflictos de baja intensidad en la década de 1980. Packy, ahora un miembro de la Fuerza Delta de élite, se unió al Servicio Aéreo Especial y participó en varias operaciones, mientras que Rats y Botasky estaban luchando durante la invasión soviética a Afganistán.